# Baltso
Le Baltso est un organisme regroupant les gestionnaires de réseaux électriques de transport interconnectés des pays baltes.

## Membres
L'organisation a été créée le 30 mars 2006 entre
- OÜ Põhivõrk pour l'Estonie
- Augstsprieguma Tikls pour la Lettonie
- Lietuvos Energija pour la Lituanie

Les trois pays étaient auparavant membres de l'IPS/UPS qui regroupe les pays issus de l'ancienne URSS.